# Mull of Kintyre
 Ovo je glavno značenje pojma Mull of Kintyre. Za Mull of Kintyre (pjesma) pogledajte pjesmu.
Mull of Kintyre je jugozapadni rt polutoka Kintyrea (nekad Cantyre), poluotoka u jugozapadnoj Škotskoj. Po vedru danu kad nema vjetra s njega se može vidjeti obala okruga Antrima u Sjevernoj Irskoj. Povijesni svjetionik, drugi u povijesti u Škotskoj koji je pušten u rad, navodi brodove u Sjevernom kanalu. Mull of Kintyre je poznat u popularnoj kulturi po hitu "Mull of Kintyre" iz 1977. koji je izveo stanovnik Kintyre tog vremena, Paul McCartney sa svojom ondašnjom grupom Wings.

## Etimologija
Ime dolazi od anglizirane gaelske riječi Maol Chinn Tìre (mɯːlˠ̪ çiɲˈtʲʰiːɾʲə), u prijevodu: "obli (ili goli) rt Kintyrea".
Mull kao geografski pojam najčešće se nalazi u jugozapadnoj Škotskoj, gdje se često njime naziva rtove ili promontorije, i, često još posebnije, za vrh te uzvisine ili poluotoka.
Riječ mull izvedena je iz gaelskog maol, što znači rt, stršeću strmu stijenu, uzvisinu, gornji dio strmine brda ili stijene a također i ogoljeli krajolik. Srodna imenica koja je izvedena odnosi se na formaciju na zemlji koja je bez drveća, kao sljeme, planina ili predgorje.